# Myrosław Prokop
Myrosław Prokop, ukr. Мирослав Прокоп ps. „Wołodymyr”, „Sadowyj”, „Wyrowyj” (ur. 6 maja 1915 w Przemyślu, zm. 7 grudnia 2003 w Nowym Jorku) – ukraiński prawnik, działacz niepodległościowy, nacjonalista.

## Życiorys
Ukończył ukraińskie gimnazjum w Przemyślu, działał w Płaście. Po ukończeniu gimnazjum rozpoczął studia na Wydziale Prawa Uniwersytetu Jana Kazimierza we Lwowie. Od 1932 był powiatowym przewodniczącym OUN w Przemyślu. W 1934 skazany na 7 lat więzienia za działalność w OUN. Zwolniony na podstawie amnestii w 1937, podjął przerwane studia. We Lwowie w latach 1937–1939 był redaktorem Studenckoho Wisnyka (ukr. Студентський Вісник), w latach 1939–1941 Ukrajinskoj Presowoj Służby (ukr.Українська Пресова Служба).
Po rozłamie w OUN opowiedział się po stronie Stepana Bandery i organizacji OUN-B. We wrześniu 1941 uniknął aresztowania przez Gestapo we Lwowie i przeszedł do podziemia. W 1942 został referentem propagandy OUN-B w Kijowie, następnie referentem propagandy, członkiem Prowodu OUN-B (1943-44).
W 1943 zorganizował w Karpatach rozgłośnię radiową UPA. W latach 1943–1944 redaktor podziemnego pisma OUN Ideja i czyn (ukr. Ідея і Чин). Współzałożyciel UHWR (lipiec 1944), członek jej prezydium.
Po zakończeniu Wielkiego Zjazdu UHWR (11- 15 lipca 1944 roku) został wysłany na Zachód w składzie misji zagranicznej OUN-B i UHWR (pod nazwą Zagraniczne Przedstawicielstwo UHWR), kierowanej przez Mykołę Łebedia. Jej zadaniem było nawiązanie kontaktów zagranicznych dla uzyskania poparcia międzynarodowego dla podziemia na Ukrainie. W skład misji wchodzili ponadto o. Iwan Hrynioch i Łew Szankowśkyj (oprócz tego dwie radiotelegrafistki i personel pomocniczy). Równolegle do Szwajcarii wysłany został wówczas Jewhen Wreciona. Po wojnie studiował prawo na uniwersytecie w Berlinie, oraz na Wolnym Uniwersytecie Ukraińskim, gdzie uzyskał stopień naukowy doktora praw. Do 1948 należał do Zagranicznych Formacji OUN, do środowiska związanego z Mykołą Łebediem i Lwem Rebetem.
W 1949 wyjechał do Nowego Jorku. W 1952 jeden z organizatorów wydawnictwa Prolog, 1952-74 wiceprezes, 1974-81 prezes, 1981-92 członek rady dyrektorów tego wydawnictwa. Był wiceprzewodniczącym Zagranicznego Przedstawicielstwa UHWR (1946-1988), redaktorem miesięcznika Digest of Soviet Ukraine Press (1957-1974), członkiem kolegium redakcyjnego miesięcznika Suczasnist (od 1967).